# Réquista
 Réquista  (en occitano Requistar) es una población y comuna francesa, situada en la región de Mediodía-Pirineos, departamento de Aveyron, en el distrito de Rodez y cantón de Réquista.

## Demografía
| 2405 | 2482 | 2625 | 2512 | 2243 | 2060 |
| Para los censos de 1962 a 1999 la población legal corresponde a la población sin duplicidades (Fuente: INSEE [Consultar]) |      |      |      |      |      |